# Cirrhigaleus barbifer
La tolla bigotuda (Cirrhigaleus barbifer) es una especie de elasmobranquio escualiforme de la familia Squalidae.